# 13718 Welcker
A 13718 Welcker (ideiglenes jelöléssel 1998 QR43) a Naprendszer kisbolygóövében található aszteroida. A LINEAR projekt keretében fedezték fel 1998. augusztus 17-én.